# Packet Storm
Packet Storm Security es una popular web de información sobre seguridad que ofrece antiguas y actuales herramientas, exploit y avisos de seguridad. Esta dirigida por un grupo de entusiastas en la seguridad que publican nueva información actualizada y ofrece herramientas con fines educativos y de testing. 

## Información general
Este sitio web fue creado por Ken Williams en 1998 y un año más tarde, en 1999, lo vendió a Kroll O'Gara. Bajo la dirección de Kroll O'Gara, Packet Storm Security ganó 10.000 dólares en el concurso llamado Mixter por la prevención de ataque de denegación del servicio. Actualmente, ofrecen servicios de consultoría y el sitio web es referenciado por cientos de libros.
En 2013, Packet Storm decidió recompensar a cualquier usuario que encontrase problemas de vulnerabilidad en la red. En ese mismo año, trabajaron con un investigador de seguridad para ayudar a exponer un problema a gran escala que estaba a la sombra de Facebook y lo llamaron Sombrero blanco (seguridad informática). Después de que Facebook anunciara de que solo 6 millones de personas fueron afectadas, test adicionales hechos por Packet Storm descubrieron que más personas de las publicadas estuvieron afectadas.